# Крошувка
Крошувка (пол. Kroszówka) — село в Польщі, у гміні Барглув-Косьцельний Августівського повіту Підляського воєводства.
Населення — 123 особи (2011).
У 1975—1998 роках село належало до Сувальського воєводства.

## Демографія
Демографічна структура станом на 31 березня 2011 року:
|          | Загалом | Допрацездатний вік | Працездатний вік | Постпрацездатний вік |
| -------- | ------- | ------------------ | ---------------- | -------------------- |
| Чоловіки | 62      | 10                 | 43               | 9                    |
| Жінки    | 61      | 11                 | 37               | 13                   |
| Разом    | 123     | 21                 | 80               | 22                   |